# Calendrier international féminin UCI 2024
Le calendrier international féminin UCI 2024 regroupe les compétitions féminines de cyclisme sur route organisées sous le règlement de l'Union cycliste internationale durant la saison 2024.
L'UCI World Tour féminin 2024 reprenant les courses les plus importantes de la saison est présenté séparément. 
Ce calendrier reprend les courses suivantes avec, par ordre d'importance : 
- les épreuves UCI ProSeries depuis 2020 :
  - catégorie 1.Pro (course d'un jour) ;
  - catégorie 2.Pro (course par étapes) ;
- les courses de première catégorie, qui sont divisées en deux catégories :
  - catégorie 1.1 (course d'un jour) ;
  - catégorie 2.1 (course par étapes) ;
- les courses de deuxième catégorie, qui sont divisées en deux catégories :
  - catégorie 1.2 (course d'un jour) ;
  - catégorie 2.2 (course par étapes).

Les critériums ne sont pas notés.

## Calendrier des épreuves
| Calendrier UCI    | Calendrier UCI   | Calendrier UCI                                          | Calendrier UCI | Calendrier UCI                                                 | Calendrier UCI |
| Date              | Pays             | Course                                                  | Classe         | Vainqueur                                                      |                |
| ----------------- | ---------------- | ------------------------------------------------------- | -------------- | -------------------------------------------------------------- | -------------- |
| 20 janv.          | Espagne          | Trofeo Marratxi-Felanitx                                | 1.1            | Noemi Rüegg (EF Education-Cannondale)                          |                |
| 20 janv.          | Nouvelle-Zélande | Gravel and Tar La Femme                                 | 1.2            | Kate McCarthy                                                  |                |
| 21 janv.          | Espagne          | Trofeo Palma Femina                                     | 1.1            | Magdeleine Vallieres (EF Education-Cannondale)                 |                |
| 22 janv.          | Espagne          | Trofeo Binissalem-Andratx                               | 1.1            | Eleonora Gasparrini (UAE Team ADQ)                             |                |
| 28 janv.          | Espagne          | Women Cycling Pro Costa De Almería                      | 1.1            | Olivia Baril (Movistar Team)                                   |                |
| 3 fév.            | Turquie          | Grand Prix Apollon Temple                               | 1.2            | annulé/abandonné                                               |                |
| 4 fév.            | Espagne          | Tour de la Communauté valencienne                       | 1.1            | Cédrine Kerbaol (Ceratizit-WNT Pro Cycling)                    |                |
| 15 – 18 fév.      | Espagne          | Semaine cycliste valencienne                            | 2.Pro          | Marlen Reusser (SD Worx-Protime)                               |                |
| 25 fév.           | Espagne          | Clàssica d'Almeria                                      | 1.1            | Lauren Stephens (Cynisca Cycling)                              |                |
| 25 fév.           | Belgique         | Omloop van het Hageland                                 | 1.1            | Kristen Faulkner (EF Education-Cannondale)                     |                |
| 27 fév.           | Belgique         | Le Samyn des Dames                                      | 1.1            | Vittoria Guazzini (FDJ-Suez)                                   |                |
| 28 fév.           | Croatie          | Umag Trophy Ladies                                      | 1.2            | Sara Fiorin (UAE Development Team)                             |                |
| 3 mars            | Italie           | Trofeo Oro in Euro                                      | 1.1            | Elisa Longo Borghini (Lidl-Trek)                               |                |
| 3 mars            | Croatie          | Poreč Trophy Ladies                                     | 1.2            | Petra Zsankó (RC ARBÖ-Tom Tailor-RBK-Wörgl)                    |                |
| 4 mars            | Salvador         | Grand Prix Suf City El Salvador                         | 1.1            | Ántri Christofórou (Roland)                                    |                |
| 5 mars            | Salvador         | Grand Prix du Salvador féminin                          | 1.1            | Valentina Basilico (Eneicat-CMTeam)                            |                |
| 5 – 9 mars        | Italie           | Trofeo Ponente in Rosa                                  | 2.2            | Kim Cadzow (EF Education-Cannondale)                           |                |
| 6 mars            | Salvador         | Grand Prix Presidente                                   | 1.1            | Elena Hartmann (Roland)                                        |                |
| 6 mars            | Belgique         | GP Oetingen                                             | 1.1            | Lorena Wiebes (SD Worx-Protime)                                |                |
| 8 – 12 mars       | Salvador         | Tour du Salvador                                        | 2.1            | Elena Hartmann (Roland)                                        |                |
| 8 – 10 mars       | Espagne          | Tour d'Estrémadure                                      | 2.2            | Mareille Meijering (Movistar Team)                             |                |
| 9 mars            | Pays-Bas         | Drentse 8                                               | 1.1            | Sofie van Rooijen (VolkerWessels)                              |                |
| 13 mars           | Salvador         | Grand Prix Indes                                        | 1.1            | Aranza Villalón (Soltec Iberoamérica Costa Cálida)             |                |
| 13 mars           | Belgique         | Nokere Koerse                                           | 1.Pro          | Lotte Kopecky (SD Worx-Protime)                                |                |
| 14 – 17 mars      | France           | Tour de Normandie féminin                               | 2.1            | Mie Bjørndal Ottestad (Uno-X Mobility)                         |                |
| 14 – 17 mars      | Guatemala        | Tour féminin du Guatemala                               | 2.2            | Valentina Basilico (Eneicat-CMTeam)                            |                |
| 27 mars           | Belgique         | À travers les Flandres                                  | 1.Pro          | Marianne Vos (Team Visma \| Lease a Bike)                      |                |
| 1 avr.            | Belgique         | Ronde de Mouscron                                       | 1.1            | Daria Pikulik (Human Powered Health)                           |                |
| 3 avr.            | Belgique         | Grand Prix de l'Escaut                                  | 1.1            | Lorena Wiebes (SD Worx-Protime)                                |                |
| 3 avr.            | France           | Région Pays de la Loire Tour-Féminin                    | 1.2            | Michaela Drummond (Arkéa-B&B Hotels Women)                     |                |
| 8 – 10 avr.       | Thaïlande        | Tour de Thaïlande                                       | 2.1            | Jutatip Maneephan (Thailand Women's cycling team)              |                |
| 10 avr.           | Belgique         | Flèche brabançonne                                      | 1.Pro          | Elisa Longo Borghini (Lidl-Trek)                               |                |
| 14 avr.           | France           | Grand Prix de Chambéry                                  | 1.1            | Lore De Schepper (AG Insurance-Soudal NXTG)                    |                |
| 19 – 23 avr.      | Italie           | Giro Mediterraneo Rosa                                  | 2.2            | Lara Gillespie (UAE Development Team)                          |                |
| 20 avr.           | Pays-Bas         | Circuit de Borsele                                      | 1.1            | Sofie van Rooijen (VolkerWessels)                              |                |
| 24 – 28 avr.      | États-Unis       | Tour of the Gila                                        | 2.2            | Lauren Stephens (Cynisca Cycling)                              |                |
| 25 avr.           | Italie           | GP Liberazione                                          | 1.1            | Chiara Consonni (UAE Team ADQ)                                 |                |
| 25 – 28 avr.      | Tchéquie         | Gracia Orlová                                           | 2.2            | Corinna Lechner                                                |                |
| 27 avr.           | Luxembourg       | Festival Elsy Jacobs à Garnich                          | 1.2            | Marta Lach (Ceratizit-WNT Pro Cycling)                         |                |
| 28 avr.           | Luxembourg       | Festival Elsy Jacobs à Luxembourg                       | 1.2            | Marta Lach (Ceratizit-WNT Pro Cycling)                         |                |
| 1 mai             | Belgique         | Cyclis Classic                                          | 1.2            | Anne Knijnenburg (VolkerWessels)                               |                |
| 3 mai             | France           | La Classique Morbihan                                   | 1.1            | Eleonora Gasparrini (UAE Team ADQ)                             |                |
| 4 mai             | France           | Grand Prix de Plumelec-Morbihan                         | 1.1            | Silvia Persico (UAE Team ADQ)                                  |                |
| 4 mai             | Belgique         | Grand Prix Eco-Struct                                   | 1.1            | Chiara Consonni (UAE Team ADQ)                                 |                |
| 5 mai             | Belgique         | Trofee Maarten Wynants                                  | 1.1            | Anniina Ahtosalo (Uno-X Mobility)                              |                |
| 8 mai             | Espagne          | Clasica Femenina Navarra                                | 1.Pro          | Hannah Ludwig (Cofidis)                                        |                |
| 11 – 12 mai       | Serbie           | Belgrade GP Woman Tour                                  | 2.2            | Hanna Tserakh (BTC City Ljubljana Zhiraf Ambedo)               |                |
| 14 mai            | Espagne          | Durango-Durango Emakumeen Saria                         | 1.1            | Cédrine Kerbaol (Ceratizit-WNT Pro Cycling)                    |                |
| 17 mai            | Pays-Bas         | Veenendaal Veenendaal Classic                           | 1.1            | Riejanne Markus (Team Visma \| Lease a Bike)                   |                |
| 19 mai            | Belgique         | Antwerp Port Epic Ladies                                | 1.1            | Lara Gillespie (UAE Development Team)                          |                |
| 20 mai            | Belgique         | Grand Prix Mazda Schelkens                              | 1.1            | Martina Fidanza (Ceratizit-WNT Pro Cycling)                    |                |
| 22 – 24 mai       | France           | Tour de Bretagne                                        | 2.1            | Grace Brown (FDJ-Suez)                                         |                |
| 23 – 26 mai       | Tchéquie         | Tour de Feminin                                         | 2.2            | Julia Kopecký (AG Insurance-Soudal NXTG)                       |                |
| 24 – 27 mai       | États-Unis       | Joe Martin Stage Race                                   | 2.2            | annulé/abandonné                                               |                |
| 25 mai            | Estonie          | Tour d'Estonie                                          | 1.2            | Eline Van Rooijen (Team Coop-Repsol)                           |                |
| 25 mai            | Pays-Bas         | Omloop der Kempen Ladies                                | 1.2            | Sara Fiorin (UAE Development Team)                             |                |
| 26 mai            | Espagne          | Gran Premio Ciudad de Eibar                             | 1.Pro          | Yurani Blanco (Laboral Kutxa-Fundación Euskadi)                |                |
| 27 – 29 mai       | Ouzbekistan      | Tour of Bostonliq Ladies                                | 2.2            | Yanina Kuskova (Tashkent City Women Professional Cycling Team) |                |
| 29 mai – 2 juin   | Espagne          | Tour d'Andalousie                                       | 2.1            | Mavi García (Liv AlUla Jayco)                                  |                |
| 2 juin            | France           | Alpes Gresivaudan Classic                               | 1.1            | Marion Bunel (St Michel-Mavic-Auber 93)                        |                |
| 2 juin            | Belgique         | Dwars door de Westhoek                                  | 1.1            | Kathrin Schweinberger (Ceratizit-WNT Pro Cycling)              |                |
| 7 – 9 juin        | Espagne          | Tour de Catalogne                                       | 2.1            | Marianne Vos (Team Visma \| Lease a Bike)                      |                |
| 8 juin            | Belgique         | Dwars door het Hageland                                 | 1.1            | Lucinda Brand (Lidl-Trek)                                      |                |
| 9 juin            | Belgique         | Diamond Tour                                            | 1.1            | Chiara Consonni (UAE Team ADQ)                                 |                |
| 14 – 16 juin      | France           | Tour Féminin International des Pyrénées                 | 2.1            | Usoa Ostolaza (Laboral Kutxa-Fundación Euskadi)                |                |
| 25 – 30 juin      | Allemagne        | Tour de Thuringe                                        | 2.Pro          | Ruth Edwards (Human Powered Health)                            |                |
| 28 – 30 juin      | Pologne          | Tour de Pologne                                         | 2.2            | Laura Molenaar (VolkerWessels)                                 |                |
| 3 – 7 juill.      | Portugal         | Tour du Portugal                                        | 2.2            | India Grangier (Team Coop-Repsol)                              |                |
| 6 juill.          | Slovaquie        | Ladies Race Slovakia                                    | 1.2            | Viktória Chladoňová                                            |                |
| 7 juill.          | Belgique         | Argenta Classic-2 Districtenpijl Ekeren-Deurne          | 1.1            | Daria Pikulik (Human Powered Health)                           |                |
| 14 juill.         | Belgique         | Grote Prijs Beveren                                     | 1.2            | Fien Van Eynde (Fenix-Deceuninck Development Team)             |                |
| 17 – 21 juill.    | Belgique         | Baloise Ladies Tour                                     | 2.1            | Lorena Wiebes (SD Worx-Protime)                                |                |
| 20 juill.         | France           | La Périgord Ladies                                      | 1.2            | Josie Talbot (Cofidis)                                         |                |
| 21 juill.         | France           | La Picto-Charentaise                                    | 1.1            | Sheyla Gutiérrez (Movistar Team)                               |                |
| 23 – 28 juill.    | Malaisie         | Tour de Malaisie                                        | 2.2            | annulé/abandonné                                               |                |
| 25 – 28 juill.    | Pologne          | Princess Anna Vasa Tour                                 | 2.2            | Lieke Nooijen (Team Visma \| Lease a Bike)                     |                |
| 30 juill.         | France           | Kreiz Breizh                                            | 1.1            | Anouska Koster (Uno-X Mobility)                                |                |
| 2 – 4 août        | Allemagne        | Tour de Berlin Feminin                                  | 2.1            | annulé/abandonné                                               |                |
| 15 août           | Belgique         | Grand Prix Yvonne Reynders                              | 1.1            | Scarlett Souren (VolkerWessels)                                |                |
| 20 – 25 août      | Colombie         | Tour de Colombie                                        | 2.2            | Lilibeth Chacón (Clarus Merquimia Group - Strongman)           |                |
| 20 août           | Belgique         | Egmont Cycling Race                                     | 1.2            | Lieke Nooijen (Team Visma \| Lease a Bike)                     |                |
| 22 août           | Belgique         | Grand Prix Lucien Van Impe                              | 1.2            | Evy Kuijpers (Fenix-Deceuninck)                                |                |
| 23 août           | Belgique         | Konvert Kortrijk Koerse                                 | 1.1            | Sofie van Rooijen (VolkerWessels)                              |                |
| 29 août – 1 sept. | Italie           | Tour de Toscane féminin-Mémorial Michela Fanini         | 2.2            | Margot Vanpachtenbeke (VolkerWessels)                          |                |
| 1 sept.           | Suisse           | Chrono «Roland bouge !»                                 | 1.2            | Cédrine Kerbaol (Ceratizit-WNT Pro Cycling)                    |                |
| 1 sept.           | Belgique         | Grand Prix Beerens                                      | 1.1            | Sofie van Rooijen (VolkerWessels)                              |                |
| 3 – 8 sept.       | France           | Tour de l'Ardèche                                       | 2.1            | Thalita de Jong (Lotto Dstny Ladies)                           |                |
| 7 sept.           | France           | À travers les Hauts-de-France                           | 1.2            | annulé/abandonné                                               |                |
| 8 sept.           | France           | Grand Prix de Fourmies                                  | 1.1            | Silvia Zanardi (Human Powered Health)                          |                |
| 15 sept.          | France           | Grand Prix d'Isbergues                                  | 1.1            | Maaike Boogaard (AG Insurance-Soudal Team)                     |                |
| 15 sept.          | Allemagne        | Women's Cycling Grand Prix Stuttgart & Region           | 1.Pro          | Eleonora Gasparrini (UAE Team ADQ)                             |                |
| 15 sept.          | Espagne          | Pionera Race                                            | 1.2            | Debora Silvestri (Laboral Kutxa-Fundación Euskadi)             |                |
| 18 sept.          | Belgique         | Grand Prix de Wallonie                                  | 1.1            | Karlijn Swinkels (UAE Team ADQ)                                |                |
| 20 – 21 sept.     | Belgique         | Tour de la Semois                                       | 2.2            | Karlijn Swinkels (UAE Team ADQ)                                |                |
| 20 sept.          | Canada           | Chrono Gatineau                                         | 1.1            | Franziska Brauße (Ceratizit-WNT Pro Cycling)                   |                |
| 21 sept.          | Canada           | Tour de Gatineau                                        | 1.1            | Letizia Paternoster (Liv AlUla Jayco)                          |                |
| 21 sept.          | France           | Mirabelle Classic                                       | 1.2            | annulé/abandonné                                               |                |
| 1 oct.            | Brésil           | GP Internacional de Ciclismo de Santa Catarina Feminino | 1.2            | annulé/abandonné                                               |                |
| 1 oct.            | Belgique         | Binche Chimay Binche pour Dames                         | 1.1            | Cat Ferguson (Movistar Team)                                   |                |
| 2 oct.            | Brésil           | GP Urubici de Ciclismo Feminino                         | 1.2            | annulé/abandonné                                               |                |
| 3 oct.            | Brésil           | Grand Tour de Ciclismo de Santa Catarina Feminino       | 1.2            | annulé/abandonné                                               |                |
| 5 oct.            | Italie           | Tour d'Émilie                                           | 1.Pro          | Elisa Longo Borghini (Lidl-Trek)                               |                |
| 8 – 9 oct.        | Chine            | Tour du Wenzhou féminin                                 | 2.2            | annulé/abandonné                                               |                |
| 8 oct.            | Italie           | Trois vallées varésines                                 | 1.Pro          | Cédrine Kerbaol (Ceratizit-WNT Pro Cycling)                    |                |
| 13 oct.           | France           | Chrono des Nations-Les Herbiers-Vendée                  | 1.1            | Grace Brown (FDJ-Suez)                                         |                |
| 17 – 20 oct.      | Costa Rica       | Tour du Costa Rica                                      | 2.2            | Esther Galarza                                                 |                |

## Classements
| #   | Cycliste             | Pays      | Points  |
| --- | -------------------- | --------- | ------- |
| 1.  | Lotte Kopecky        | Belgique  | 6389    |
| 2.  | Demi Vollering       | Pays-Bas  | 5011,29 |
| 3.  | Elisa Longo Borghini | Italie    | 4798,81 |
| 4.  | Lorena Wiebes        | Pays-Bas  | 3811    |
| 5.  | Marianne Vos         | Pays-Bas  | 2808,71 |
| 6.  | Elisa Balsamo        | Italie    | 2741    |
| 7.  | Katarzyna Niewiadoma | Pologne   | 2574    |
| 8.  | Juliette Labous      | France    | 2360,14 |
| 9.  | Évita Muzic          | France    | 2132,57 |
| 10. | Grace Brown          | Australie | 1948,57 |

| #   | Équipe              | Pays                | Points   |
| --- | ------------------- | ------------------- | -------- |
| 1.  | SD Worx             | Pays-Bas            | 19501.45 |
| 2.  | Lidl-Trek           | États-Unis          | 12871.9  |
| 3.  | Canyon-SRAM Racing  | Allemagne           | 9511     |
| 4.  | DSM                 | Pays-Bas            | 7983.22  |
| 5.  | UAE Team ADQ        | Émirats arabes unis | 7488     |
| 6.  | Jumbo-Visma Women   | Pays-Bas            | 7077.12  |
| 7.  | FDJ-Suez-Futuroscop | France              | 7005.28  |
| 8.  | Ceratizit-WNT       | Allemagne           | 6374.67  |
| 9.  | Liv-AlUla-Jayco     | Australie           | 6299.56  |
| 10. | Movistar            | Espagne             | 5563.48  |

| \| Rang \| Pays \| Points \| \| ---- \| ----------- \| -------- \| \| 1er \| Pays-Bas \| 14856.14 \| \| 2e \| Italie \| 11865.62 \| \| 3e \| Belgique \| 8302.86 \| \| 4e \| France \| 7446.71 \| \| 5e \| Pologne \| 6840 \| \| 6e \| Australie \| 5848.57 \| \| 7e \| États-Unis \| 4984.19 \| \| 8e \| Royaume-Uni \| 3902.85 \| \| 9e \| Espagne \| 3779.14 \| \| 10e \| Allemagne \| 3711.75 \| |             |          |
| Rang | Pays        | Points   |
| 1er | Pays-Bas    | 14856.14 |
| 2e | Italie      | 11865.62 |
| 3e | Belgique    | 8302.86  |
| 4e | France      | 7446.71  |
| 5e | Pologne     | 6840     |
| 6e | Australie   | 5848.57  |
| 7e | États-Unis  | 4984.19  |
| 8e | Royaume-Uni | 3902.85  |
| 9e | Espagne     | 3779.14  |
| 10e | Allemagne   | 3711.75  |